# Польсько-литовська окупація Москви

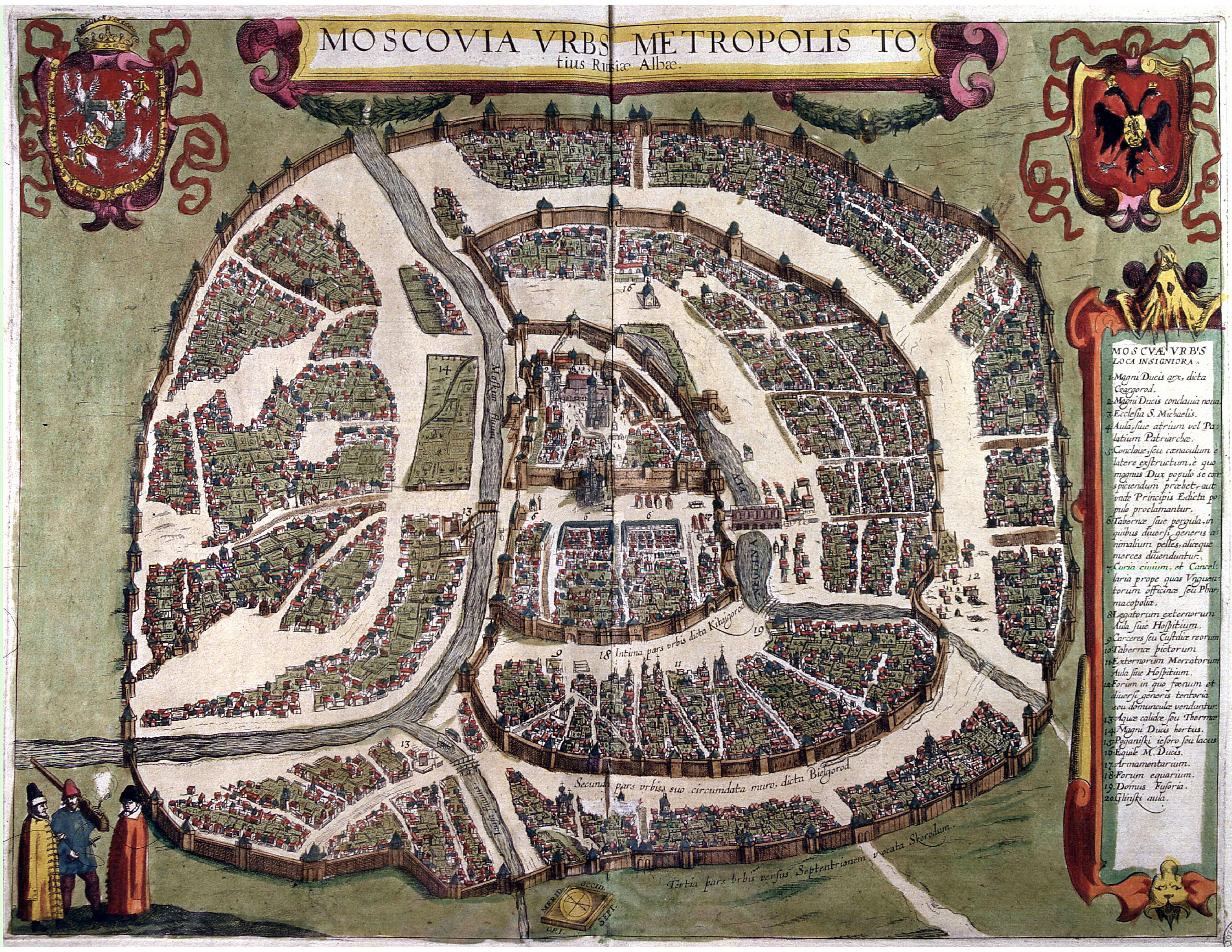
Сигмундове креслення Москви, виконане поляками, гравіроване у 1610 році, останнє до зруйнування Москви у 1612 році. План розгорнуто на 90 градусів: північ – праворуч, зверху – захід.

Польсько-литовська окупація Москви - дворічна (ніч з 20 на 21 вересня 1610 року по 7 листопада 1612 року) окупація столиці тогочасної Московської держави, під час якого, на запрошення і за згодою уряду - Семибоярщини, в Москві був розміщений польсько-литовський гарнізон під командуванням Станіслава Жолкевського . Гарнізон Жолкевського було введено до Москви під час російсько-польської війни Смутного часу . Введенню гарнізону передували розгром російських військ при Клушині та подальші переговори між Семибоярщиною та Жолкевським; в результаті переговорів було досягнуто між сторонами угоди звести на російський престол королевича Владислава  . Перед введенням гарнізону до столиці королевичу Владиславу урочисто присягнули уряд і московські жителі «з благословення та поради» патріарха Гермогена на дорозі від польського табору до Москви — 27 серпня, в Успенському соборі — 28 серпня 1610 року. Число тих, хто присягнув Владиславу, було не менше трьохсот тисяч. Вони цілували хрест старанно і з благоговінням. Метою запровадження гарнізону Жолкевського був захист Москви від захоплення її військами Лжедмитрія II . Після присяги новому цареві Владиславу, два дні тривали бенкети, спочатку у Жовкевського, а потім у Мстиславського . Вночі з 20 на 21 вересня поляки тихо вступили до столиці, розмістилися в Кремлі, Китай-городі та Білому місті, зайняли Новодівичий монастир ; крім того, польські війська зайняли Можайськ, Борисов   . У Новгороді та Москві грошові двори стали карбувати монети з ім'ям Владислава Жигимонтовича, на яких був напис: «Господарь и Великий князь Владислав Жигимонтович Всея Руси».
У радянській і російській історіографії частина дослідників перебування польського гарнізону в столиці називають захопленням Москви, а самі польські війська, що знаходяться в Москві, — інтервентами.
З березня 1611 року польсько-литовський гарнізон, що знаходився у Москві, був обложений козаками князя Дмитра Трубецького. Восени 1612 року Друге народне ополчення змусило польсько-литовський гарнізон залишити Москву. Дата взяття Китай-города народним ополченням (1 листопада за григоріанським стилем, 22 жовтня за юліанським календарем) відзначається в сучасній Росії як День народної єдності, причому відзначається символічно  4 листопада, тобто одночасно зі святкуванням на честь Казанської ікони Божої Матері.

## Жовкевський у Москві

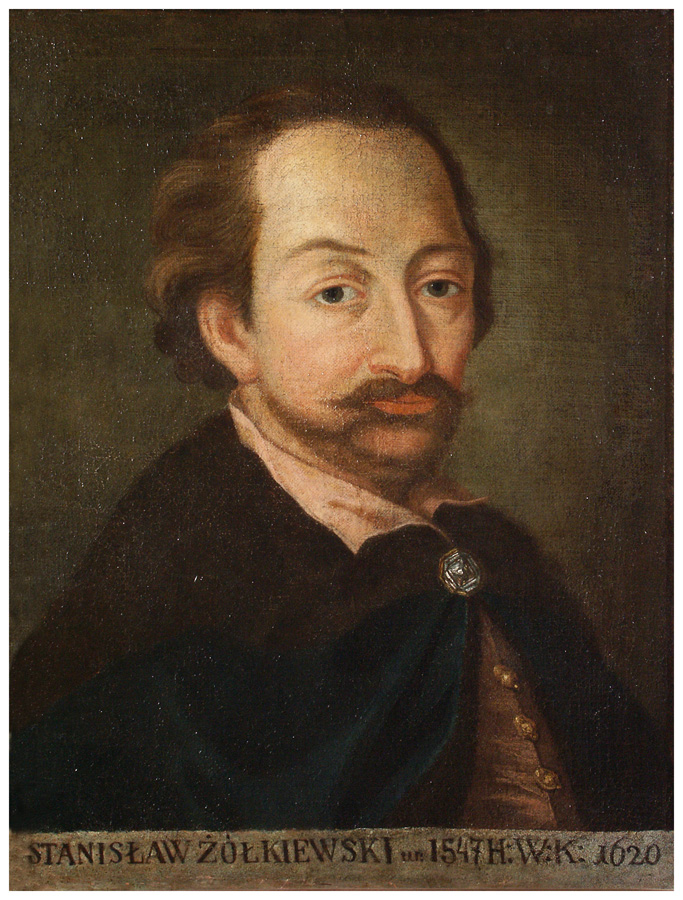
Станіслав Жолкевський

Після того, як царські війська були розгромлені при Клушині і Семибоярщина погодилася звести на російський престол королевича Владислава, для підтримки порядку в столиці до прибуття нового глави держави в жовтні-листопаді 1610 року до Москви без бою увійшли польсько-литовські війська Станіслава . З початку серпня Жолкевський стояв табором на Хорошівських луках та Ходинському полі . У місто він увійшов під тиском короля, хоча сам був проти окупації російської столиці  .
Наприкінці 1610 року в Москві та Новодівичому монастирі знаходилося близько 6000 бійців хоругв панцирних і гусарських, 800 піхотинців іноземного ладу, 400 гайдуків - всього чотири полки на чолі з Олександром Госєвським і Мартіном Казановським. На кожного солдата припадало по троє цивільних з числа тих, що пристали до них по дорозі на Москву «тушінців», прислуги та маркітанток  .
Жолкевський розмістив солдатів по Москві таким чином, щоб у разі нападу вони могли прийти один до одного на допомогу або відступити до Кремля. Значна частина гарнізону розмістилася на захід від кремлівської стіни біля річки Неглинної . Для підтримки порядку було засновано трибунал, в якому російську сторону представляли Григорій (Петрович) Ромодановський та Іван Стрешнєв, а польсько-литовську — Олександр Коричинський та поручик Малинський  .
Коли у листопаді Жолкевський поїхав у Смоленськ на нараду з Сигізмундом III, він забрав із собою полки. Декілька підрозділів були залишені в Новодівичому монастирі, щоб контролювати дороги на Можайськ і Волоколамськ . Решту гетьмана розмістили ближче до обложеного Смоленська — у Вереї та Можайську.

## Облога Москви козаками
У березні 1611 року у зв'язку з формуванням Першого народного ополчення командир польсько-литовського гарнізону Госєвський спровокував вуличні бої, під час яких згоріла більшість Москви. Наперед зламавши опір містян, Госєвський розраховував мінімізувати підтримку Першого ополчення.
Ополченці у квітні та на початку травня штурмом взяли вали Земляного міста та стіни Білого міста, звільнивши більшу частину території Москви (понад 95 %), після чого замкнули польсько-литовський гарнізон за Китайгородською та Кремлівською стінами . Козаки князя Д. Т. Трубецького фактично взяли кремлівський гарнізон в облогу.
Разом із поляками в обложеному Кремлі перебували члени Семибоярщини, а також майбутній цар Михайло Федорович Романов із матір'ю  .

## Голод у Москві (1612)

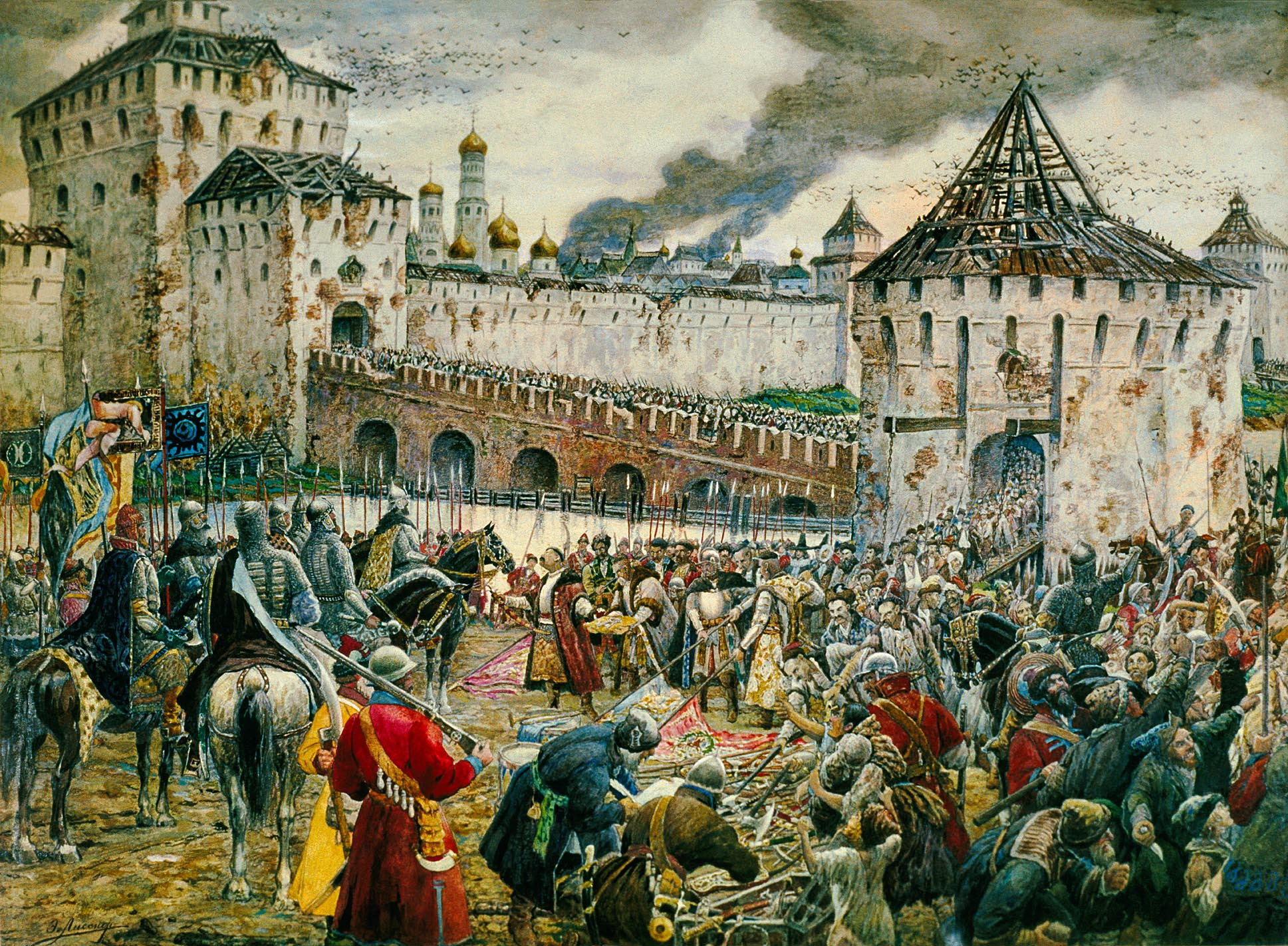
Вигнання польсько-литовських інтервентів із Кремля

Провізію для гарнізону збирав у Підмосков'ї полк Яна Петра Сапеги - для цього були призначені «стації» (області) на північний схід від Москви. За свідченням мемуариста Самуїла Маскевича, «що кому сподобалося, і у найбільшого боярина чи дружина, чи дочка, брали їх силою»  . Після загибелі Сапеги у вересні 1611 року складне завдання збору провіанту взяв на себе Ян Кароль Ходкевич, гетьман великий литовський.
Наприкінці 1611 року Кремля дісталися вози з провіантом, зібраним Самуїлом Корецьким . У січні 1612 року до Москви зміг прорватися полк Будзили. Він підвіз їстівні запаси, що на деякий час полегшили становище з продовольством. Угорські піхотинці Фелікса Невіровського, що наспіли пізніше, не привезли продуктів і своєю присутністю тільки прискорили повернення голоду. Декілька возів зерна підвіз 25 липня Якуб Бобовський, але це була крапля в морі.
Вся перша половина 1612 видалася аномально холодною. Не отримуючи платні, багато солдатів гарнізону покинули російську столицю. У місті почався голод . Спекулянти з Підмосков'я збували у місті хліб за 30-кратною ціною.
Авраамій Паліцин стверджує, що після вступу в Кремль козаки Трубецького «обретошя много тщанов и наполов плоти человеческиа солены и под стропами много трупу человеческого»  .

## Осінь 1612 року

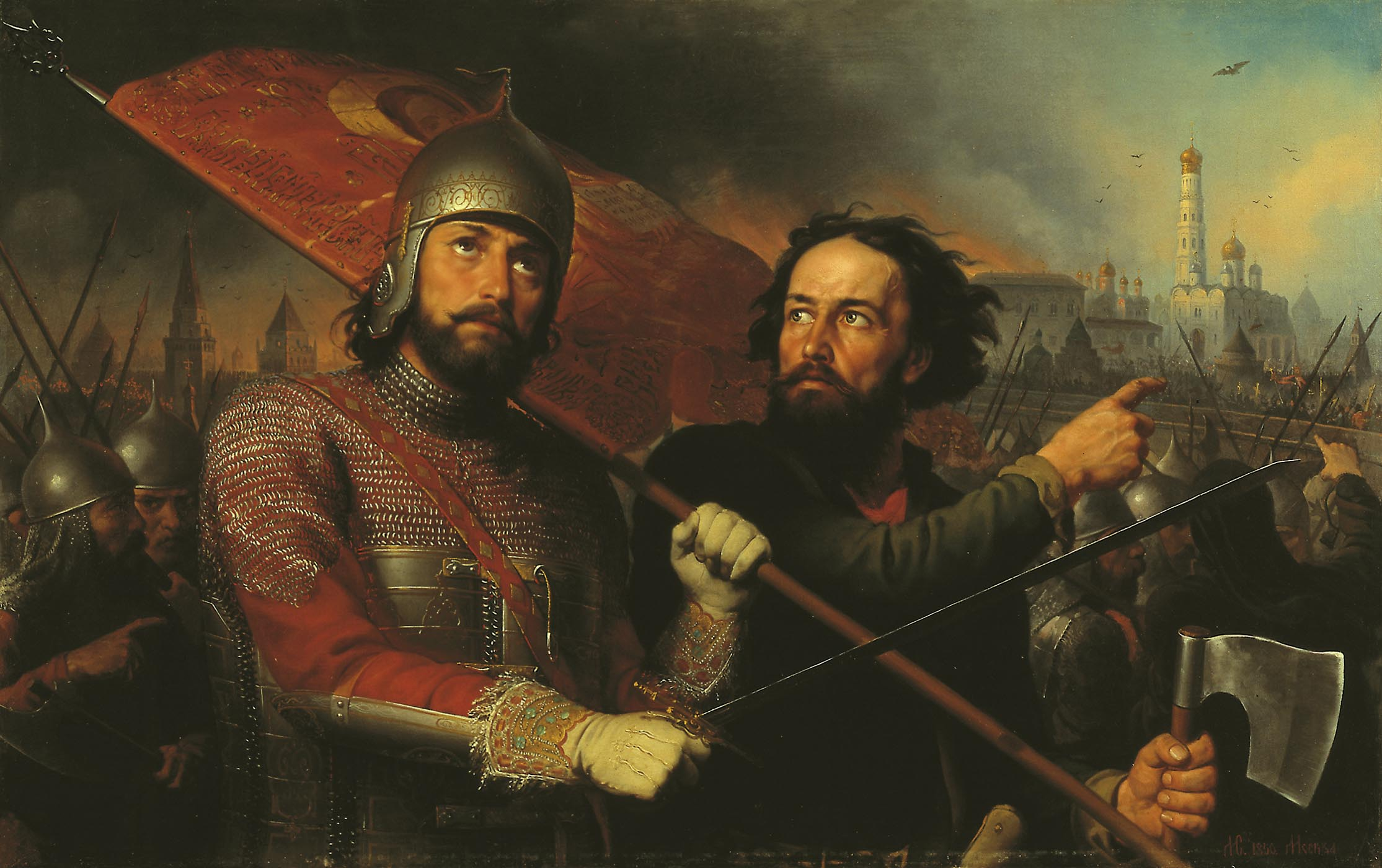
Мінін та Пожарський у Москві. Картина Михайла Скотті (1850)

Бачачи марність опору, польсько-литовські з'єднання почали залишати місто. Найбільш боєздатний полк Зборовського пішов до Смоленська на початку червня 1612 року. До кінця літа за ним пішов і Госєвський з усіма ветеранами Клушинської битви  . Разом із собою ті, хто відступав, відвезли залишки кремлівської скарбниці. На чолі гарнізону Госєвським був залишений Микола Струсь .
На початку осені повернувся з походу по верхньоволзьких землях Ходкевич з 400 возами провіанту. У ході кровопролитних боїв 1-3 вересня 1612 року він наблизився до обложеного Кремля на 1800 метрів, але втративши за 2 дні боїв півтори тисячі воїнів був змушений відступити. Після цього доля обложених була вирішена наперед.
Козаки Трубецького на початку листопада  встановили контроль над Китай-городом, після чого Струсь відкрив переговори про умови здачі. Кремлівський гарнізон капітулював 7 листопада. Хоча переможених обіцяли «в здравии оставить и в уважении иметь», після здачі Кремля відбулася різанина його захисників: «Казаки ж весь ево полк побиша, немногие осташа»  .

## Доля полонених

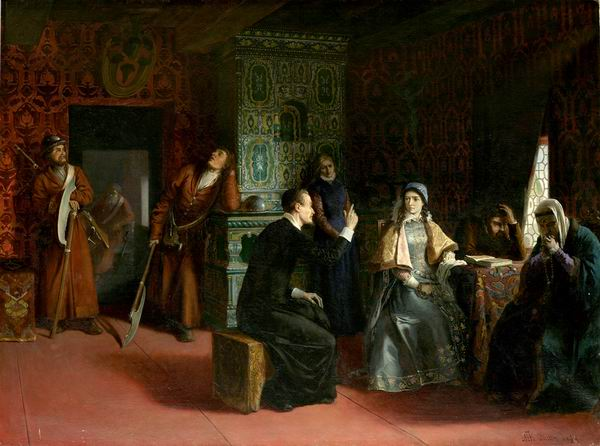
Поляки у московському полоні

До Деулінського перемир'я 1619 року і розміну полоненими захоплених у Кремлі поляків і литвинів поселили в Ярославлі, Балахні, Нижньому Новгороді та інших верхньоволзьких містах. Полонених у Галичі та Унжі повністю винищили. У Нижньому Новгороді за Будзилу з товаришами заступилася мати князя Пожарського, після чого їх помістили «в темнице, в коей сидели они недель девятнадцать, темной весьма, худой и смрадной»  .